# Heterischnus anomalus
Heterischnus anomalus är en stekelart som först beskrevs av Wesmael 1857.  Heterischnus anomalus ingår i släktet Heterischnus och familjen brokparasitsteklar. Inga underarter finns listade i Catalogue of Life.